# Conseils de famille
Clovis (2019)
Conseils de famille est une série télévisée québécoise pour adolescents en 101 épisodes de 22 minutes créée par Marie-Hélène Lebeau-Taschereau, produite par KOTV, et diffusée entre le 29 septembre 2016 et le 5 décembre 2018 sur Télé-Québec et TFO.

## Synopsis
Constituée d'une série de vignettes humoristiques, Conseils de famille met en scène Clovis, un jeune que l'on suit de 13 à 16 ans, et sa famille les Blondin-Dupuis que l'amour unit mais que tout le reste sépare! Durant ces quatre saisons, il grandit et évolue tout en étant confronté aux crises existentielles propres à son âge et au monde de l'adolescence dans lequel il entre et ce jusqu'à la fin de son secondaire et son bal des finissants. Chez lui, chaque membre de la famille se trouve aussi à la croisée d’un chemin, mais leurs angoisses ne les empêchent pas d’être convaincus qu’ils ont l’autorité morale pour conseiller le plus jeune de la tribu. Pour se vider de ce trop-plein d’attention, il crée sa chaîne YouTube où avec son regard il nous apprend à survivre à sa famille à travers des vlogs qui nous expliquent comment survivre à sa famille! Nous rencontrons une galerie de personnages car il est entouré de son père Yves, sa belle-mère Vicky, ses deux sœurs, Alexandre et Sophie, son frère Philippe, son cousin Victor, son meilleur ami Tarek et sa copine Fanny ainsi que plusieurs autres qui font partie de ses aventures. Peu importe ce qui leur arrive, il reste une famille unie qui s'éclate ! Conseils de famille s'est aussi un choc des générations et des personnalités des membres  Blondin-Dupuis et les tensions exacerbées par le fait qu´ils habitent le même duplex vu par Clovis, autour de qui l'univers de la série pivote!
La chaîne de Clovis, nommé Comment survivre à sa famille, qui comprend toutes sortes de capsules en lien avec la série peut être consulté sur Youtube.
De plus, une série dérivée de douze épisodes intitulée Clovis relate la dernière année au secondaire du personnage principal qui documente son année scolaire dans le but cette fois d'informer son petit frère sur Comment survivre à son secondaire 5!

## Distribution
- Sam-Éloi Girard : Clovis Blondin
- Pierre-François Legendre : Yves Blondin
- Catherine Trudeau : Vicky Dupuis
- Rose-Anne Déry : Sophie Blondin
- Rosalie Vaillancourt : Alexandra Blondin
- Geneviève Brouillette : Catherine Lebel
- Sylvie Potvin : Diane Dupuis
- Shanti Corbeil-Gauvreau : Fanny Champagne
- Irdens Exantus : Jean-Max
- André Kasper : Tarek
- Zoélie Lampron-Fournier : Maya (personnage apparaissant dans les saisons 1 et 2 seulement)
- Antoine Marchand-Gagnon : Victor Blondin (personnage apparaissant dans la saison 2, 3 et 4 seulement)
- Philippe Laprise : Yannick Blondin (personnage apparaissant dans la saison 2, 3 et 4 seulement)
- Xavier Roberge : Greg (personnage apparaissant dans les saisons 3 et 4 seulement)
- Elyoth Barrière : Philippe (Personnage apparaissant dans la saison 4 seulement)
- Nolan Barrière : Philippe (Personnage apparaissant dans la saison 4 seulement)
- Gilles Renaud : Yves Sénior
- Jay Du Temple : Steven
- Dominic Paquet : Simon
- Matthieu Girard : Eugène
- Jade Charbonneau : Gabrielle
- Marie-Laurence Moreau : mère de Fanny
- Diane Lavallée : Suzanne
- Lévi Doré : Zack Babin

## Fiche technique
- Scénaristes  : Alexandre Pelletier, Benoît Pelletier, Caroline Allard, Louis-Philippe Rivard, Pascal Blanchet
- Conseillère à la scénarisation : Marie-Hélène Lebeau-Taschereau
- Réalisateurs : Yannick Savard, Isabelle Garneau, Francis Piquette, Alain Chicoine
- Producteurs : Louis Morissette, Alain Chicoine, Louis-Philippe Drolet
- Société de production : KOTV

## Épisodes

### Saison 1 (automne 2016)
1. L'envahissement
2. Images de marque
3. L'argent
4. Remontons Sophie
5. Le nouveau modèle
6. Qu'est ce qu'on va devenir?
7. Bye bye Diane, allô nouvelle chambre
8. À l'école
9. Le jardin secret
10. Ma mère!
11. La liste de regrets

### Saison 2 (hiver 2017)
1. Le Pois chiche
2. Le Roi
3. Réfugié politique
4. Cri et chuchotement
5. Tout va bien!
6. Prêt pas prêt, on y va !
7. Les Blondin-Lebel
8. Accident, surprise, miracle
9. Trop tard !
10. La Honte
11. Faites de quoi de vos vies
12. Le Retour du frère prodigue

### Saison 3 (automne 2017)
1. Passé, présent, futur
2. Le repêchage
3. À gauche toute!
4. Obligations morales
5. Le vrai coupable
6. Sainte-Catherine
7. Le party de fête
8. L’art de la guerre
9. L’entrevue
10. Les mensonges
11. L’origine de la souffrance
12. Haute pression
13. La grande malade
14. Le chaperon
15. La musique-thème
16. Nuit magique
17. Le sage-femme
18. Préparation à la conférence
19. Victoire
20. La rançon de la gloire
21. La crise d'adolescence
22. Les pots cassés
23. Grand-papa
24. Histoire d'eau
25. Bonjour p'tit frère
26. La chambre
27. Le monde à l'envers
28. Concentré
29. Tout pour toi
30. La bonne place
31. Les rituels
32. Partir en peur
33. Pas toute là
34. Tout est une question de point de vue
35. Ne quittez pas
36. Attrape-nigaud
37. Le beau risque
38. L'art de la guerre
39. 20 000 abonnés!

### Saison 4 (automne 2018)
1. De retour après la pause
2. Ce que femme veut
3. Tous les deux
4. La rencontre de la belle-famille
5. La panne électrique
6. Faut le prendre quand ça passe
7. Un meilleur moi
8. Un héros si proche
9. Question quiz
10. Marions-nous!
11. Scandales
12. Rencontre parentale
13. Des idées de grandeur
14. Jusqu'où irais-tu pour moi?
15. La ruée vers l'or
16. Un meilleur modèle
17. Joyeux anniversaire Fanny!
18. La bombe
19. Un bon plan
20. Ombre et lumière
21. Le temps arrange les choses
22. Monsieur le comte
23. Le choix de carrière
24. La réalité virtuelle
25. La tutrice
26. Régime militaire
27. L'oncle des states
28. Switch
29. Improvisation mixte
30. Le ventilateur en a plein les pales
31. Philou file mou
32. Pura vida
33. La pomme de la discorde
34. Le grand amour?
35. Ctrl Z
36. Carpe Diane
37. Non, je le veux
38. Pour le meilleur
39. Pour le pire